# Правдивый талер
Правдивый талер (нем. Wahrheitstaler) — название третьей, после ребеллен- и люгенталеров, монеты из серии сатирических талеров герцога Брауншвейг-Вольфенбюттельского Генриха Юлия 1597 года. Её создание связано с конфликтом герцога с местными аристократическими семействами Ассебургов, Зальдернов, Штайнбергов и Штокхаймов.
На аверсе расположена латинская надпись «RECTE FACIENDO NEMINEM TIMEAS» в 4 строки, обозначающая «Делая правильно, никого не бойся». На реверсе в центре помещена фигура обнажённого человека, представляющего собой аллегорию Правды, попирающую ногами «Ложь» и «Клевету». Надпись «VERITAS VINCIT OMNIA CALVMNIA MENDACIVM» обозначает «Правда победит ложь и клевету». Изображения на правдивом талере было менее оскорбительным для аристократических семейств, чем на предыдущих монетах серии. Монета не содержала уничижительных аллегорий в виде лижущих копьё собак, терзаемых львом козерогов, мёртвых злодеев, символизирующих умерших вследствие естественных причин оппонентов герцога.
Правдивые талеры чеканили на монетном дворе Гослара. По своей сути правдивые талеры являлись рейхсталерами, которые согласно аугсбургскому монетному уставу должны были содержать 1⁄9 кёльнской марки чистого серебра. Это соответствовало 29,23 г серебра 889 пробы, или 25,98 г чистого серебра.